# (15692) 1984 RA
(15692) 1984 RA est un objet de la ceinture principale intérieure de 1,728 km de diamètre découvert en 1984.

## Description
(15692) 1984 RA a été découvert le 1er septembre 1984 à l'observatoire Palomar, situé au nord de San Diego en Californie, par Maria Antonella Barucci.

### Caractéristiques orbitales
L'orbite de cet astéroïde est caractérisée par un demi-grand axe de 1,93 UA, un périhélie de 1,73 UA, une excentricité de 0,10 et une inclinaison de 23,22° par rapport à l'écliptique. Du fait de ces caractéristiques, à savoir un demi-grand axe inférieur à 2 UA et un périhélie supérieur à 1,666 UA, il est classé, selon la JPL Small-Body Database, objet de la ceinture principale intérieure.

### Caractéristiques physiques
(15692) 1984 RA a une magnitude absolue (H) de 15,0 et un albédo estimé à 0,780, ce qui permet de calculer un diamètre de 1,728 km. Ces résultats ont été obtenus grâce aux observations du Wide-Field Infrared Survey Explorer (WISE), un télescope spatial américain mis en orbite en 2009 et observant l'ensemble du ciel dans l'infrarouge, et publiés en 2011 dans un article présentant les premiers résultats concernant les astéroïdes de la ceinture principale.